# زاتلدورف
زاتلدورف (به آلمانی: Satteldorf) یک شهر در آلمان است که در Schwäbisch Hall واقع شده‌است. زاتلدورف ۵٬۲۴۱ نفر جمعیت دارد.